# Irídium(V)-fluorid
Az irídium(V)-fluorid egy vegyület. Képlete IrF5. Először Neil Bartlett írta le 1965-ben. Erősen reaktív, sárga színű, alacsony olvadáspontú, szilárd anyag. Tetramer szerkezetében Ir4F20 oktaéderes koordinációjú irídiumatomok vannak, a RuF5-hoz és OsF5-hoz hasonlóan. Elő lehet állítani IrF6 szabályozott bomlásával vagy IrF6 redukciójával szilíciumporral vagy hidrogén-fluoridban oldott hidrogénnel.

## Előállítása
Elő lehet állítani irídium és fluor reakciójával 350 °C-on:
{\displaystyle \mathrm {2\ Ir+5\ F_{2}\longrightarrow 2\ IrF_{5}} }

## Tulajdonságai
Kristályszerkezete monoklin.

## Fordítás
- Ez a szócikk részben vagy egészben  az   Iridium(V) fluoride című angol Wikipédia-szócikk fordításán alapul.  Az eredeti cikk szerkesztőit annak laptörténete sorolja fel. Ez a jelzés csupán a megfogalmazás eredetét és a szerzői jogokat jelzi, nem szolgál a cikkben szereplő információk forrásmegjelöléseként.
- Ez a szócikk részben vagy egészben  az   Iridium(V)-fluorid című német Wikipédia-szócikk fordításán alapul.  Az eredeti cikk szerkesztőit annak laptörténete sorolja fel. Ez a jelzés csupán a megfogalmazás eredetét és a szerzői jogokat jelzi, nem szolgál a cikkben szereplő információk forrásmegjelöléseként.